# Сетцу
Сетцу (итал. Setzu) је насеље у Италији у округу Медио Кампидано, региону Сардинија.
Према процени из 2011. у насељу је живело 166 становника. Насеље се налази на надморској висини од 208 м.

## Становништво
Према резултатима пописа становништва 2011. у општини је живело 144 становника.
| 1931. | 1936. | 1951. | 1961. | 1971. | 1981. | 1991. | 2001. | 2011. |
| ----- | ----- | ----- | ----- | ----- | ----- | ----- | ----- | ----- |
| 304   | 325   | 278   | 278   | 223   | 223   | 189   | 166   | 144   |